# التصنيفات الدولية لمقدونيا الشمالية
تتضمن هذه المقالة قائمة التصنيفات الدولية لمقدونيا الشمالية
| المنظمة                               | الاستطلاع                      | التصنيف    |
| ------------------------------------- | ------------------------------ | ---------- |
| معهد الاقتصاد والسلام                 | مؤشر السلام العالمي 2019       | 65 من 163  |
| مراسلون بلا حدود                      | مؤشر حرية الصحافة العالمي 2019 | 95 من 180  |
| مؤسسة التراث / صحيفة وول ستريت جورنال | مؤشر الحرية الاقتصادية 2019    | 33 من 180  |
| منظمة الشفافية الدولية                | مؤشر مدركات الفساد 2019        | 106 من 180 |
| برنامج الأمم المتحدة الإنمائي         | مؤشر التنمية البشرية 2019      | 82 من 189  |
| البنك الدولي                          | مؤشر سهولة ممارسة الأعمال 2019 | 10 من 190  |
| المنظمة العالمية للملكية الفكرية      | مؤشر الابتكار العالمي، 2024    | 58 من 133  |